# Radio Weesp
Radio Weesp, ook wel Radio Weesp 106.5 FM was het lokale radiostation van Weesp.
Lokaal was Radio Weesp te beluisteren in de ether op de FM 106,5 MHz, in heel Weesp op de kabel via 103,3 MHz, en wereldwijd via het internet.

## Geschiedenis van het station
Radio Weesp startte in 1982. De eerste uitzendingen gingen over de gemeenteraadsverkiezingen en werden gedaan met een tijdelijke zendvergunning. Niet lang daarna volgde de 'echte' zendmachtiging waarmee Radio Weesp (officieel Stichting Lokale Omroep Weesp) een van de eerste legale lokale omroepen van Nederland werd. In 1992 werd met een groot gala in een sporthal het tienjarig bestaan gevierd.
Radio Weesp heeft programma's voor de Weesper gemeenschap gemaakt. Een nieuwsrubriek en een sportprogramma behoorden dan ook tot het eerste programmastaatje.
In het jaar 2007 vierde Radio Weesp zijn 25-jarig bestaan. Een week lang werd teruggekeken op de geschiedenis van de zender.